# Justin Murisier
Justin Murisier, född 8 januari 1992, är en schweizisk alpin skidåkare som debuterade i världscupen den 10 januari 2010 i Adelboden i Schweiz. Han deltog vid olympiska vinterspelen 2014.